# ایبک (هلمند)
ایبک (به لاتین: Aybak) یک منطقهٔ مسکونی در افغانستان است که در ولایت هلمند واقع شده‌است.